# Lucien Butavand
Lucien Butavand, né Louis-Félix Butavand le 7 janvier 1808 à Vienne et mort le 27 janvier 1853 à Paris, est un graveur et dessinateur français,.

## Biographie
Un malheur frappe la fabrique de draps de son père à Vienne vers la fin de l'Empire, la réquisition du magasin pour le service des armées sans dédommagement, qui lui fait perdre le peu de fortune qu'il avait acquis et oblige son fils Lucien à travailler très jeune pour vivre. La chance lui sourie quand un ancien militaire de l'Empire, dénommé Pillard, devenu graveur et installé à Vienne, le prend comme apprenti graveur. Pillard se fixe ensuite à Lyon avec son apprenti pour honorer les commandes du directeur du Musée et de l'École des Beaux-Arts de Lyon. Ce dernier, voyant le potentiel de l'apprenti, lui fait suivre les cours de l'École dès 1829, tout en exécutant quelques travaux sur commande pour subvenir à ses besoins. 
En 1831, il décide de poursuivre sa carrière à Paris en s'engageant dans l'atelier de Théodore Richomme et en complétant ses études à l'École des Beaux-Arts de Paris. Sa carrière lui fait rencontrer les écoles des peintres Victor Orsel et Paul Delaroche qui lui confient des travaux de gravure dans leur atelier.
Après sa maladie qui lui fait interrompre son travail, il se rétablit et en 1847 le Musée du Louvre lui confie divers travaux de restauration d'œuvres et de reproduction de fac-similés d'artistes exposés au Musée comme Raphaël, Andrea Solari, Lorenzo di Credi, Paul Flandrin.
Sa santé, fragilisée par les nombreuses privations de sa jeunesse difficile, interrompt sa vie le 27 janvier 1853 à 45 ans.